# Eckhard Bibow
Eckhard Bibow (* 2. Mai 1930 in Quassel; † 16. Juli 2022 in Berlin) war ein deutscher Diplomat. Er war von 1986 bis 1990 Botschafter der DDR in der Schweiz.

## Leben
Bibow, Mitglied der SED, gehörte ab Anfang der 1960er Jahre dem diplomatischen Dienst der DDR an. 1963 war er zeitweise Geschäftsträger in Vietnam, von 1963 bis 1966 Sekretär an der DDR-Botschaft in Hanoi. Von 1967 bis 1971 war Bibow Mitarbeiter der Kammer für Außenhandel und von 1971 bis 1973 Leiter der Vertretung der Kammer für Außenhandel in Rom. Von 1976 bis 1979 war er stellvertretender Leiter der Abteilung Westeuropa im Ministerium für Auswärtige Angelegenheiten der DDR, danach Botschaftsrat an der Botschaft in Paris. Ab September 1986 war Bibow Botschafter in Bern. In Bibows Zeit als Botschafter in Bern fallen zwei bedeutende Treffen zwischen Vertretern der Schweiz und der DDR. Im November 1986 besuchte Ausbildungschef Roger Mabillard, einer der ranghöchsten Schweizer Militärs, eine ganze Woche lang die Nationale Volksarmee der DDR. Später wurde eine Delegation des Schweizer Nationalrats von der Volkskammer der DDR nach Berlin eingeladen. Seinen Dienst in Bern quittierte Bibow am 9. September 1990 und ging in den vorgezogenen Ruhestand.
Bibow war Mitglied der PDS und gehörte der Partei Die Linke an.